# Судебный запрет
Суде́бный запре́т (предварительный судебный запрет, англ. preliminary injunction) — судебный приказ о запрете, обязывающий стороны воздерживаться от совершения определённых действий. Является средством судебной защиты. Временное средство правовой защиты, с помощью которого суд предписывает сторонам в судебном процессе выполнить или воздержаться от совершения определенного действия до вынесения окончательного решения судом. Цель предварительного судебного запрета — сохранить статус-кво и права сторон до вынесения окончательного решения судьёй по делу. За неисполнение судебного запрета может быть назначено наказание в виде штрафа или тюремного заключения.
Судебный запрет является отдельным видом правовой защиты как в ходе судебного разбирательства (не предполагает автоматического назначения), так и до его начала как часть субедного иска, составленного адвокатом. Пример: ходатайство истцов о предварительном судебном запрете (англ. plaintiffs' motion for preliminary injunction).